# UFC Fight Night: Grasso vs. Shevchenko 2
UFC Fight Night: Grasso vs. Shevchenko 2（ユーエフシー・ファイトナイト：グラッソ・バーサス・シェフチェンコ・ツー、別名UFC Fight Night 227、UFC on ESPN+ 85、Noche UFC）は、アメリカ合衆国の総合格闘技団体「UFC」の大会の一つ。2023年9月16日、ネバダ州ラスベガスのT-モバイル・アリーナで開催された。

## 大会概要
メキシコの独立記念日に開催された本大会は王者アレクサ・グラッソと挑戦者ヴァレンティーナ・シェフチェンコによるUFC世界女子フライ級タイトルマッチが組まれた。

## 試合結果

### プレリミナリーカード
第1試合 女子ストロー級 5分3R
○  ヨセフィン・ノットソン vs.  マーニック・マン ×
3R終了 判定3-0（30-24、30-25、29-28）
第2試合 ライト級 5分3R
○  チャーリー・キャンベル vs.  アレックス・レイエス ×
1R 3:38 TKO（右ストレート→パウンド）
第3試合 女子フライ級 5分3R
○  トレイシー・コルテス vs.  ジャスミン・ジャスダビシアス ×
3R終了 判定3-0（30-27、30-27、29-28）
第4試合 フライ級 5分3R
－  エドガー・チャイレス vs.  ダニエル・ラセルダ －
1R 3:47 ノーコンテスト（誤審）
第5試合 ミドル級 5分3R
○  ロマン・コプィロフ vs.  ジョシュ・フレムド ×
2R 4:44 KO（左ボディブロー）
第6試合 女子ストロー級 5分3R
○  ルーピー・ゴディネス vs.  エリース・リード ×
2R 3:37 リアネイキドチョーク

### メインカード
第7試合 フェザー級 5分3R
○  カイル・ネルソン vs.  フェルナンド・パディーヤ ×
3R終了 判定3-0（29-28、29-28、30-27）
第8試合 ライト級 5分3R
○  ダニエル・ゼルフーバー vs.  クリストス・ジアゴス ×
2R 3:26 アナコンダチョーク
第9試合 バンタム級 5分3R
○  ラウル・ロザス・ジュニア vs.  テレンス・ミッチェル ×
1R 0:54 TKO（左ストレート→パウンド）
第10試合 ウェルター級 5分3R
○  ジャック・デラ・マダレナ vs.  ケビン・ホランド ×
3R終了 判定2-1（28-29、29-28、29-28）
第11試合 UFC世界女子フライ級タイトルマッチ 5分5R
△  アレクサ・グラッソ vs.  ヴァレンティーナ・シェフチェンコ △
5R終了 判定1-1（48-47、47-48、47-47）
※グラッソが王座の初防衛に成功。

### 各賞
ファイト・オブ・ザ・ナイト：該当無し
パフォーマンス・オブ・ザ・ナイト：ラウル・ロザス・ジュニア、ダニエル・ゼルフーバー、ルピータ・ゴディネス、ロマン・コプィロフ、チャーリー・キャンベル
各選手にはボーナスとして5万ドルが授与された。

### カード変更
負傷などによるカードの変更は以下の通り。